# Saitansaari (ö i Norra Savolax, Kuopio, lat 62,80, long 28,00)
Saitansaari är en ö i Finland. Den ligger i sjön Saitta och i kommunen Kuopio i den ekonomiska regionen  Kuopio ekonomiska region  och landskapet Norra Savolax, i den centrala delen av landet, 300 km nordost om huvudstaden Helsingfors. Öns area är 1,1 hektar och dess största längd är 180 meter i sydöst-nordvästlig riktning.